# Harald Netzbandt
Harald Netzbandt (* 3. August 1892 in Berlin; † 27. Mai 1941 im Nordatlantik) war ein Offizier der Kaiserlichen Marine, der Reichsmarine und später der Kriegsmarine.

## Leben

### Familie und Ausbildung
August Friedrich Wilhelm Harald Netzbandt war der Sohn des Senatspräsidenten Wilhelm Netzbandt und dessen Frau Elvira Netzbandt, geborene Voigt.
Von 1899 bis 1902 besuchte er die Vorschule in Neu - Ruppin und danach das Stadtgymnasium in Halle/S. Dort bestand er 1912 sein Abitur und trat am 1. April des gleichen Jahres in die Kaiserliche Marine ein.
Nach einer kurzen infanteristischen Ausbildung an der Marineschule Mürwik wurde der Seekadett Netzbandt auf den Großen Kreuzer Victoria Louise kommandiert. Mit Ausbruch des Ersten Weltkriegs war er auf Torpedobooten in der Ostsee stationiert.

### Kaiserliche Marine und Erster Weltkrieg
Im Oktober 1914 nahm er an einer Unternehmung gegen britische U-Boote teil. Im August des folgenden Jahres bestritt Netzbandt als Leutnant zur See ein Gefecht auf der großen Fischerbank in der Nordsee. 
Nach weiteren Gefechten in Flandern zu Beginn des Jahres 1916 war er während der Skagerrakschlacht an Bord des Torpedobootes G 103 sowie im Oktober 1917 als Wachoffizier Teilnehmer am Unternehmen Albion. Bei Kriegsende im November 1918 war er als Oberleutnant zur See noch immer WO in der 9. Torpedoboots Halbflottille an Bord von G 103.
Von März 1919 bis Juni 1920 kam er im Rahmen der III. Marine Brigade (v. Loewenfeld) in Oberschlesien und im Ruhrgebiet zum Einsatz. Nach den beiden Eisernen Kreuzen, die er sich im Weltkrieg erworben hatte, wurde er mit dem Schlesischen Adler ausgezeichnet.

### Reichsmarine
Zum 1. Juli 1920 wurde er in die neue Reichsmarine übernommen.
Netzbandt versah vom Juli 1920 bis zum August 1921 als sog. „Hilfsarbeiter Ib“ seinen Dienst in der Marinestation der Ostsee.
Im Anschluss kam er zur Küstenwehrabteilung III, zunächst als Adjutant, dann als Kompanieführer. 
Vom 6. Oktober 1922 bis zum 15. September 1924 war Netzbandt, nunmehr Kapitänleutnant, Kommandant des Torpedobootes T 149 in der I. Flottille. 
Von September 1924 bis zum September 1926 war er als Lehrer an der Schiffsartillerie-Schule in Kiel – Wik eingesetzt, wo seine Spezialisierung auf die Artillerie erfolgte. Ab diesem Zeitpunkt fuhr er nur noch auf schweren Schiffen. Nach seiner Tätigkeit als Lehrer wechselte Netzbandt als I. Artillerieoffizier auf den Kreuzer Berlin.
Nach den Herbstmanövern und der Flottenparade am 14. September 1927 vor dem Reichspräsidenten Paul von Hindenburg, stieg dieser im Anschluss auf den Kreuzer über, der ihn dann nach Königsberg in Ostpreußen brachte.
Berlin wurde zum 1. Oktober des gleichen Jahres der Inspektion des Bildungswesens zugeteilt und kam danach als Schulschiff zum Einsatz.
Netzbandt bekam dadurch die große Gelegenheit an einer 15 monatigen Weltreise teilzunehmen. Das Schiff verließ Kiel am 1. Dezember 1927 mit dem Ziel Ostasien und Australien und kehrte am 7. März 1929 nach Cuxhaven zurück. 
Am 27. März ging er von Bord und wurde als Admiralstabsoffizier zum Kommando der Marinestation der Ostsee nach Kiel befohlen. 
Am 28. September 1932 übernahm er als Korvettenkapitän den Posten als I. Artillerieoffizier auf dem Linienschiff Hessen.
Nach knapp zwölf Monaten verließ er das Schiff und war danach vom 25. September 1933 bis zum 25. September 1935 Admiralstabsoffizier im Flottenkommando. Netzbandt plante im Rahmen des Stabes die jährlich stattfindenden Frühjahrsübungen und Herbstmanöver mit, die dann unter Führung von Vizeadmiral Foerster durchgeführt wurden. Im Juli 1934 lief die Flotte nach Oslo und Ulvik und im Oktober nach Amsterdam. Im August des folgenden Jahres hatten sich sowohl Hitler, die Generäle Werner von Blomberg und Göring, sowie Admiral Erich Raeder, an Bord der Schleswig-Holstein eingeschifft, um dem Flottenartillerieschießen beizuwohnen.

### Im Oberkommando der Kriegsmarine
Am 26. September 1935 wechselte er nach Berlin in die Marineoffizierspersonalabteilung des Oberkommandos der Kriegsmarine, wo er bis 30. September 1936 tätig war. Danach blieb der zum Fregattenkapitän beförderte Netzbandt im Oberkommando und führte bis zum 25. November 1939 als Chef die Abteilung Allgemeine und Angelegenheiten der Seeoffiziere (MPA I).

### Kommandant des Schlachtschiffes Gneisenau und Chef des Stabes der Flotte
Am 26. November des gleichen Jahres wurde Kapitän zur See Netzbandt als Nachfolger von Kapitän zur See Erich Förste Kommandant des neuen Flottenflaggschiffes, des Schlachtschiffes Gneisenau.
Er führte das Schiff erfolgreich bei den Unternehmungen Nordmark, Weserübung und Juno, und wurde mit der Spange zum Eisernen Kreuz II. Klasse am 23. Februar und mit der Spange zum Eisernen Kreuz I. Klasse am 14. April 1940 ausgezeichnet.
Am 2. August 1940 übergab Netzbandt das Kommando über die Gneisenau an Kapitän zur See Fein. Er selbst wurde Chef des Stabes im Flottenkommando unter dem neuen Flottenchef Admiral Günther Lütjens.
Vom 22. Januar bis zum 22. März 1941 nahm er an dem erfolgreichen Unternehmen Berlin auf Gneisenau teil.

### Unternehmen „Rheinübung“ und Tod
Nach der abgeschlossenen Unternehmung beabsichtigte Netzbandt, den Flottenstab zu verlassen. Doch Admiral Lütjens bat ihn, nur noch die nächste Unternehmung mitzufahren, da er unabkömmlich sei.
Bereits wenige Wochen später schiffte sich der Stab an Bord des neuen Flaggschiffs, dem Schlachtschiff Bismarck, ein.
Im Rahmen des Unternehmens „Rheinübung“ verließ Bismarck, gemeinsam mit dem Schweren Kreuzer Prinz Eugen, am 18. Mai Gotenhafen, um Krieg gegen die britischen Zufuhren im Atlantik zu führen. 
Netzbandt fiel am 27. Mai 1941 an Bord der Bismarck, etwa 400 Seemeilen westlich von Brest. Ein Überlebender des Unterganges sah ihn zuletzt, wie er mit schweren Beinverletzungen vor dem Steuerbord Flakleitstand saß und den Beschuss durch die britischen Schlachtschiffe und Kreuzer interessiert beobachtete. Kurz vor 10 Uhr wurde der Offizier wahrscheinlich durch den Explosionsdruck einiger in der Nähe detonierender Granaten mit Trümmerstücken über Bord geschleudert.
Harald Netzbandt war zwei Mal verheiratet. Er hinterließ einen Sohn und fünf Töchter.
Am 30. April 1942 wurde ihm postum das Deutsche Kreuz in Gold vom Oberbefehlshaber der Kriegsmarine verliehen. Großadmiral Raeder überbrachte wenige Tage später der Witwe persönlich die Urkunde zu dieser hohen Auszeichnung.